# Арманс
Арманс, или несколько сцен из парижского салона в 1827 (фр. Armance ou quelques scènes d'un salon de Paris en 1827) — первый роман Стендаля, над которым он работал в январе-октябре 1826 года. Впервые издан в августе 1827 году, второе издание вышло после смерти автора в 1853 году.

## История создания
Первый роман Стендаля не имел никакого успеха. Рецензенты особенно осуждали его за «немецкий и романтический стиль». То он выспрен и экстатичен, то излишне, почти конспективно сух. В обрисовке персонажей преобладает либо черная краска (командор де Субиран), либо белая (Арманс).
Первоначально Стендаль хотел назвать свой роман «Арманс, или Сен-Жерменское предместье», что характеризовало место действия. Издатель придумал подзаголовок «Сцены из жизни парижского салона 1827 года» для придания роману более современного вида. Известен прототип госпожи д’Омаль — маркиза де Кастри (впоследствии герцогиня).
Сюжет романа в общих чертах повторяет два романа того времени: неопубликованный роман «Оливье» писательницы герцогини де Дюрас, которая читала его вслух в салонах Парижа, и аналогичный роман Анри де Латуша. В создании романа помогал Проспер Мериме: он посоветовал не называть роман «Оливье», подобрал бо́льшую часть эпиграфов для отдельных глав и рекомендовал сделать некоторые исправления в тексте.
Стиль произведения — великосветский роман. Задача романа — обнаружить в блеске и утонченности «высшего света» пустоту жизни, низменность интересов, скудоумие феодальной аристократии. Темой произведения стали взаимоотношения юноши и девушки, сильно отличающихся от их окружения своими характерами, и разрушение их судеб.

## Сюжет
Роман начинается с описания характера Октава де Маливер и его семьи. Пресная жизнь Октава меняется после известия о обсуждаемом законе о возмещении имущества лицам, потерявшим его в ходе революции, но сохранившим верность королю. Состояние семьи Октава в случае принятия закона вырастет во много раз. В салоне родственницы де Бонниве к нему приковано всеобщее внимание, но оно его раздражает, т. к. он сам ничего для этого не сделал. В то время, как все его поздравляют, его кузина Арманс Зоилова молчит. Её молчание в салоне комментируют как зависть. Октав уходит из дома госпожи де Бонниве и чуть не попадает под карету. После прихода домой он чувствует разочарование от перемены своего положения - ведь теперь все любят не его, а только его предполагаемое имущество. Он хочет застрелиться, но затем считает это признаком слабости. Им стали интересоваться в обществе и семье, и это его тяготит. Во время очередного визита в дом де Бонниве он подслушал фразу Арманс о себе "Что поделать, он такой же, как все. Я считала, что у него необыкновенная душа, а он сам на себя не похож из-за этих двух миллионов". Это вызвало в нём как радость, так и огорчение. Он хочет объяснить Арманс, что ему это имущество и внимание к его особе противно. Октав постоянно приезжает в салон, разговаривает с посетителями и имеет большой успех, но ему никак не удается поговорить с Арманс. Так продолжается три месяца, пока случай не предоставил ему возможность объяснить своё поведение. Но реакция Арманс была неожиданной - сказав одну нейтральную фразу, она убежала. В своей комнате Арманс плачет. В следующие дни Октав снова не может поговорить с Арманс наедине. Когда они снова говорят, то Арманс говорит, что обсуждается вопрос об её браке. Эта уловка привлекает к ней ещё большее внимание Октава и он старается узнать кто её жених. Успех Октава вызывает зависть у молодых дворян и офицеров, которые высмеивают отсутствие стремления к военной службе. В обществе его начинают считать оригинальным, но слабым физически. В то же время его одолевают мамы из знатных семейств, ищущих женихов для своих дочерей. Это ещё больше усиливает его неприятие к высшему свету. Он решает привлечь внимание легкомысленной графини де Омаль. Она ведёт себя оригинально и это свидетельствует, что она не такая, как все остальные дамы в обществе. Октав ведёт себя дерзко и этим восхищает её. Мать Октава, госпожа де Маливер, считает, что графиня де Омаль не пара её сыну и решает женить его на Арманс. Она приглашает Арманс и говорит её о своем намерении. Арманс рада, но вместе с тем её выдумка о женихе затрудняет ей общение с Октавом на тему брака. Арманс просит отсрочки. Вернувшись в дом де Бонниве, она встречает Октава, но не может ему ничего сказать. Из слов Октава она понимает, что воспринимает её как подругу. Арманс говорит госпоже де Бонниве, чтобы та не говорила Октаву об браке с ней и обдумывает причины, по которым она не может жениться на Октаве. Все эти причины убеждают её, что она права и её заметные окружающим мучения исчезают. Арманс стала общаться в Октавом нежнее. Это вызывает подозрения Октава и теперь уже он ведёт себя нервно. Постепенно его наигранная весёлость через сдержанность переходит в мизантропию, о которой он рассказывает Арманс. Встречи с де Омаль вызвали ревность Арманс и она, знаю ненависть Октава к обществу, пробует взять с него обещание три месяца проводить в салонах и театрах. В ответ он говорит, что ему не нравится, что его везде принимают только из-за его происхождения. В это время семьи де Бонниве и де Маливер переехали на лето в загородный замок. Во время очередной встречи Октав сказал Арманс, что его волоченье за графиней де Омаль имело целью изменить общественное мнение о нём, как о выскочке, т. к. он явно превзошёл тех, кто давно вился вокруг графини. Арманс обрадовалась. Спустя минуту госпожа де Омаль сказала Октаву, что он влюблен в Арманс. Это было сильным ударом, т. к. означало, что он нарушил свой обет не влюбляться и не жениться до 26 лет. Думая об Арманс, Октав понимает, что она тоже в него влюблена. Он считает себя обесчещенным из-за слов де Омаль и нарушения своего обета. Он думает о смерти, но это для него не выход. Он хочет уехать как можно дальше от Арманс и от общества. Когда он встречает Арманс, то от его жестких слов она теряет сознание. Октав отводит Арманс в замок и идет к родителям. Он говорит им, что должен оправдать своё родовое звание подвигом и для этого должен уехать из дома. Госпожа де Маливер говорит об этом Арманс. Октав уехал в Париж готовиться к отъезду. Он находится с нервном возбуждении. Случайно он увидел афишу спектакля и решает увидеться напоследок с графиней де Омаль, которая могла пойти на это представление. В театре он встречает её и маркиза де Кревроша, который за ней ухаживал. Маркиза обрадовалась приходу Октава, а маркиз запиской вызвал Октава на дуэль. В ходе дуэли Октав убил де Кревроша, но был ранен в руку. Октав написал письмо Арманс и завещание. Октава перевезли в Париж, туда же приехали семейства де Бонниве и де Маливер. Октав признается Арманс в своей любви, Арманс признается, что у неё никогда не было жениха. Они счастливы два месяца, пока Октав выздоравливает. За то время, что Арманс жила с семьей де Маливер она поссорилась с командором де Субираном. Вскоре семейства де Маливер и де Бонниве снова встретились в загородном замке. К ним в гости приехало много гостей, которые по своему оценивали Октава и часто о нём говорили. В это время в замок приезжает шевалье де Бонниве, сын маркиза. Он ругает простонародье и неуважительное отношение к церкви, чем заслуживает внимание женщин и стариков, в т. ч. командора де Субирана. Шевалье неприятно внимание общества к Октаву и он хочет затмить Октава в глазах Арманс. Семья де Бонниве, Арманс и шевалье де Бонниве на месяц уезжают в другой семейный замок, чтобы руководить ремонтом. Вдали друг от друга Октав и Арманс испытывают приступы ревности, взаимного недоверия и впадают в печаль. В это время пришли известия, что Арманс получило наследство, а Октав снова поранил руку. Во время встречи они ведут себя сдержанно, что порождает ещё большие взаимные подозрения. Задумавшийся Октав не услышал новость о наследстве Арманс. У Арманс это вызвало разочарование и подозрение в связи с графиней де Омаль. Она вела себя холодно, что усилило подозрения Октава о связи Арманс и шевалье де Бонниве. Арманс пошла к его комнате, но не желала с ним встретиться лицом к лицу. По стечению обстоятельств у его двери она встретилась с де Субираном. Это вызвало бы большой скандал, поэтому Арманс побежала к госпоже де Маливер за советом. Госпожа де Маливер решила придумать благовидный предлог для походу Арманс к комнате Октава и придумала историю внезапного приступа своей болезни в комнате Октава. Октав и Арманс встретились в комнате и снова признались другу другу в любви. Так командор невольно свёл их вместе, но это мешало его планам управлять состоянием Октава в игре на бирже. Командор и шевалье решили настроить против свадьбы друзей семейств де Маливер и де Бонниве и это им удалось. Но вдали от влюбленных он ничего конкретного не мог добиться и приехал в замок, где они находились. В это время на Октава снова стали находить приступы тоски, что испугало Арманс. Октав говорит ей, что у него есть ужасная тайна. Он уезжает в Париж и оттуда отправляет письма. Она отвечает и он возвращается. Они счастливы, но Октав стыдится свой тайны. Они обмениваются письмами, положенными в кадку с апельсиновым деревом. Это стало известно де Субирану. По наводке шевалье он придумывает план подмены письма в кадке. Почерк Арманс подделал переписчик и его положили в кадку. Это письмо нашёл Октав и решил, что Арманс его не любит. После женитьбы они уехали в Марсель. Здесь Октав сообщил жене, что уезжает в Грецию на время. Он сел на корабль, где вскоре изобразил лихорадку. Он написал завещание и несколько писем. Затем принял яд. Арманс и госпожа де Маливер постриглись в монахини.

## Герои
- виконт Октав де Маливер — главный герой романа. Закончил Политехническую школу в 20 лет. Он из хорошего знатного рода, но у его семьи очень скромный доход. В нём заметен юношеский максимализм и переменчивый характер, но при этом он считает, что полностью себя контролирует и служит неким определяемым им же самим «добровольным обязательствам». Он часто делает испытания своему телу и воле (дал себе обет не жениться до 26 лет). Ощущает, что отличается от высшего общества по характеру и уму, но и манера общения представителей других слоев общества ему претит. Он гордится свой выдержкой, поэтому «в его душе глубоко укоренилось отвращение к людям», которые мерят окружающих по себе и следуют туда, куда дует ветер. Вместо блестящей карьере, которую все ему прочат, он хотел бы стать учёным и отгородиться от мирской жизни. У него часто возникают странные планы (например, устроиться слугой к господину из высшего общества в другом городе). Читает много книг и газет, увлекался химией, умеет играть на фортепиано, знает греческий язык. Скрытен в общении с другими людьми, т. к. не считает, что может с ними подружиться. Его одолевают «приступы тоски, которые все принимают за приступы безумия». На момент начала романа он часто видится с Арманс в доме семьи де Бонниве, считает её единственным другом и привык с ней обсуждать свои мысли. Считает себя чудовищем, т. к. у него «нет совести».
- Арманс Зоилова — главная героиня романа. Родилась в Севастополе. Ей 18 лет. Дочь полковника, впоследствии генерала русской армии и родственницы семей де Маливер и де Бонниве. В начале романа бесприданница, компаньонка в доме семьи де Бонниве. Обладает даром успокаивать других людей. Внешне сдержанная и в то же время прямолинейная, она обладает сильным представлением о самоуважении и чести. Не обращает внимание на «мелкие житейские невзгоды», но при этом переживания из-за своих чувств приводят её в болезненные состояния, обмороки, смятение. Получив воспитание в России и будучи дочерью черкеса, сильно отличается внешностью и поведением от французов. Из-за отсутствия состояния на ней не станет жениться никто из высшего общества, поэтому по ходу романа она подумывает о постриге в монахини.
- госпожа де Маливер — мать Октава. Ей почти 50 лет. Богобоязненна и её страшит, что Октав читает газеты сомнительного содержания. Она болеет и к ней постоянно приезжают врачи. Чувствует приязнь к Арманс и старается, чтобы она вышла замуж за Октава. Хочет, чтобы Октав больше общался с людьми, ходил в салоны и театры и ощутил наконец вкус к радостям жизни.
- маркиз де Маливер — отец Октава, потомок адмирала де Бонниве. Человек преклонных лет. До революции был богат, во время революции уехал за границу. Вернулся в 1814 году и обнаружил, что большая часть его состояния была конфискована. Значение и честь рода для него превыше всего, поэтому низкий доход приводит его в уныние. Хочет найти Октаву богатую невесту.
- командор де Субиран — дядя Октава. Ему 60 лет. Сумасбродный и тщеславный человек. Он пристрастился к игре на бирже и имеет много долгов. Поэтому имеет планы на состояние, которое может получить Октав в результате принятого в 1825 году закона о вознаграждении эмигрантов.
- маркиза де Бонниве — родственница и ближайшая подруга госпожи де Маливер. Жена одного из самых влиятельных царедворцев своего времени маркиза де Бонниве. В её салон приезжает много людей из высшего общества. Увлекается мистическими, религиозными и философскими учениями. Опекает Арманс Зоилову и привыкла обсуждать с ней все свои дела. Пытается обратить Октава в «свою веру».
- госпожа де Омаль — ветреная графиня, вокруг которой много поклонников, которые не могут её надолго развеселить. Октав решил привлечь её внимание и оказался единственным человеком, с которой ей не скучно. Опытная в любовных делах, она понимает, что Октав влюблен в Арманс.
- шевалье де Бонниве — третий сын маркиза де Бонниве от первого брака. Ему 20 лет. Последние 8 лет он провел вдалеке от Парижа, обучаясь в иезуитском колледже. Он выбрал своим путём служение церкви, но служение ведёт в стиле Тартюфа. Снискал внимание старших родственников тем, что читает проповеди слугам и простолюдинам (которых высшее общество ещё боится после революции 1789 года). Начитан и постоянно цитирует классиков. Чувствуя, что он нравится всем меньше, чем Октав, старается помешать свадьбе Октава и Арманс из зависти.